# 顧肇熙
顧 肇熙（こ ちょうき、1841年 - 1910年）は、清末の官僚。江蘇省蘇州府呉県の出身。1892年に按察使銜分巡台湾兵備道に任じられ、1894年に台湾布政使に任じられた、台湾の地方行政で活躍した。1895年に台湾が日本に割譲される際、顧肇熙は割譲事務の全権大使に指名されたが、病気を理由にこれを辞退している。